# Kun Lee-Hou
Kun Lee-Hou es un deportista taiwanés que compitió en taekwondo. Ganó una medalla de oro en el Campeonato Asiático de Taekwondo de 1998, en la categoría de –50 kg.

## Palmarés internacional
| Representando a China Taipéi |                              |                |           |
| Campeonato Asiático          |                              |                |           |
| Año                          | Lugar                        | Medalla        | Categoría |
| 1998                         | Ciudad Ho Chi Minh (Vietnam) | Medalla de oro | –50 kg    |